# Paul Clarke
Paul Clarke est un personnage de la série de romans Henderson's Boys de Robert Muchamore.

## Jeunesse
La mère de Paul meurt d'un cancer peu de temps avant la Seconde Guerre mondiale le laissant sous la responsabilité de son père, un représentant de l'Imperial Wireless Corporation.

## Personnalité et enseignement
Paul aime être seul et aime peindre ou dessiner pendant son temps libre. Sa partie du dortoir est décorée de reproductions de toiles de Picasso. Il a d'ailleurs peint pour un officier allemand dans le roman Le Jour de l'aigle. Il adore la confiture.

## Apparitions

### L'Évasion
Dans ce roman, Paul et sa sœur Rosie sont pourchassés par les Allemands car leur père, décédé lors d'un raid aérien, faisait partie des services secrets britanniques et détenait des plans de radios nécessaires aux Anglais pour les faire fonctionner. Ils sont rejoints par Charles Henderson, un espion anglais, et Marc Kilgour qui les emmènent à Bordeaux afin de les renvoyer en Angleterre.

### Le Jour de l'aigle
Dans ce roman, Paul commence son voyage pour rejoindre l'Angleterre. Malheureusement, le bateau dans lequel il se trouvait avec sa sœur est coulé : les deux enfants sont alors séparés. Heureusement, il est recueilli par un ex-médecin qui le guérit de ses blessures. Rosie le retrouve rapidement avec l'aide d'un mystérieux Américain, PT. Henderson et Marc les rejoignent bientôt et leur demandent de les aider dans leur mission : empêcher la Wehrmacht de mettre en œuvre son plan d'invasion de l'Angleterre.

### L'Armée secrète
Au début du roman, Paul présente les frères LeConte au reste du groupe. Il est le seul de cette section à ne pas participer à l'entraînement en raison d'une cheville douloureuse. Il s'avère que cette blessure était en fait simulée. En punition, son instructeur choisit de le mettre en groupe avec Luc. Ce dernier le terrifie. Des amis de Paul le battent pour qu'il arrête ses méfaits. Lors d'une session d'entraînement de saut en parachute dans le nord du pays, Paul se fracture une jambe en atterrissant en dehors du camp d'entraînement et ne peut par conséquent pas participer à l'examen final. De retour au campus, le garçon découvre avec stupeur que les araignées de compagnie de Mme Henderson ont été brûlées par Charles Henderson après une violente dispute. Ce dernier propose à Paul de dessiner le logo de l'organisation.